# Теофилакт Охридски
Теофилакт, архиепископ Охридски и на Цяла България (на гръцки: Θεοφύλακτος, Αρχιεπίσκοπος Αχρίδος και πάσης Βουλγαρίας) е византийски духовник, охридски архиепископ между 1084 и 1107 година. Той е сред най-изтъкнатите православни теолози на своето време и оставя коментари на евангелията и други новозаветни текстове, които през Ренесанса стават известни и в Западна Европа.

## Биография
Теофилакт е роден в Еврипос на остров Евбея около 1050-1060 година. Той получава изключително за времето си образование при философа Михаил Псел в Константинопол. Император Михаил VII го назначава за учител на сина си Константин Дука Багренородни. След идването на власт на император Алексий I Комнин Теофилакт, може би смятан за твърде лоялен към предишната династия, е отстранен от столицата и е назначен за архиепископ на Охрид. Точната дата на това събитие е неизвестна, но се предполага, че то става малко след 1084 година.
Теофилакт приема назначението си като заточение и многократно се оплаква в свои писма от провинциалната атмосфера и примитивните нрави на местните жители. Той прави и опити да си издейства от императора освобождаване от длъжността, но не постига успех. В същото време развива активна книжовна дейност, създавайки и изследвания за живота на Климент Охридски и останалите Седмочисленици. С влиянието си сред византийските книжовни кръгове той допринася за повишаването на авторитета на Охридската архиепископия. Вероятно около 1107 година Теофилакт е освободен от архиепископския пост и заминава за Солун. Датата на смъртта му е неизвестна.
Според някои исторически източници едва ли назначаването на Теофилакт за охридски архиепископ може да се смята като наказание. Напротив, съображенията, които са ръководили императора и патриарха в това дело, били, че и двамата в него са виждали една от най-образованите личности на времето си, най-способен управител, който да уреди погърчената вече Охридска архиепископия и да постави здрави основи за ромеизацията на българския народ. По това време в България навсякъде вече се е служило на гръцки и всички български училища, основани от учениците на Свети Климент, са били вече закрити, но все още е съществувала българската книжнина и език, които трябвало да се унищожат. Това е съставяло главната задача на Теофилакт.
Неизвестно кога Теофилакт е вписан като светец на православната църква. Днес се титулува като блажен отец. Изображения на Теофилакт като светец се срещат и в изобразителното изкуство: стенопис в главната църква „Св. Георги“ в Зографския манастир на Атон.

## Книжовна дейност
Теофилакт Охридски е автор на множество богословски и литературни текстове, от които до днес са запазени:
- Тълкувания на Новия Завет с изключение на Апокалипсис
- Тълкувания на няколко старозаветни книги
- Житие на Петнадесетте тивериополски мъченици
- Пространно житие на Климент Охридски
- Служба за свети Климент Охридски
- „Царско възпитание“ – дидактични наставления към престолонаследника Константин Дука
- Сборник с речи
- Панигирик на Алексей I Комнин
- Книга за различията с Латинската църква
- Сборник с писма

Коментарите и тълкуванията на Теофилакт на четирите Евангелия, Писмата на апостол Павел и редица други библейски книги се смятат за величина на византийската екзегетика и са признати, както в Православната църква, така и на Запад. Те до голяма степен повтарят по стари текстове, като Еразъм Ротердамски нарича Теофилакт „съкратител на Йоан Златоуст“.
Първите преводи на негови произведения на латински език излизат в печат през 1477 година в Рим и през 1518 година в Париж, като по това време все още са погрешно приписвани на Атанасий Велики. През 1524 година са издадени вече под негово име в Базел под заглавието „Theophylactus Bulgarus, In quatuor evangelia enarrationes…“). След това следват множество нови издания и преиздания в цяла Европа, например неговите Коментари на Евангелията (превод на латински) в Париж в 1543 г.: Theophylacti, Archiepiscopi Bulgariae, in quatuor Domini nostri Jesu Christi evangelia enarrationes luculentissimae. Parisiis: Apud Johannen Roigny, 1543.
В средата на XVI век професорът от Кьолнския университет Сифанус прави нови латински преводи, считани за най-добрите. Съчиненията на Теофилакт Български се издават, превеждат и цитират и до днешен ден. Неговите обширни коментарии на Библията се превеждат рано и на църковнославянски („Благовестник“ и „Толкование“), а от там на руски език и други езици.
Някои от произведенията на Теофилакт Охридски са сред най-важните извори за изучаване на историята на Византия и българския народ през X–XI век. Като охридски архиепископ той се залавя да напише на гръцки език житиетата на славянобългарските светии въз основа на старобългарските им житиета и на други произведения на старобългарската книжнина. Засега известни са:
- Житието на Свети Климент Охридски, при чието създаване Теофилакт ползва славянобългарските пространни житиета на Св. св. Кирил и Методий (Панонските житиета) и старото първообразно житие на Свети Климент, написано от някое близко до него лице или ученик, подобно на запазеното житие на Свети Наум.

- Житието на 15-те тивериуполски мъченици, в което историческият материал от българската история е заимстван от някой старобългарски книжовен паметник.

Според Николай Туницкий „Обработката, на която били подложени тия извори, под перото на Теофилакт, се явява в твърде голяма степен изкуствена, тенденциозна и самоволна.“ В тези два труда на Теофилакт личи старанието му навсякъде да изтъкне голямата историческа роля на българите, което говори за целта на написването на гръцки споменатите жития: да замени съществуващите тогава славянобългарски жития с такива на гръцки език, и по този начин, като поласкае националното самолюбие на българите чрез тяхното славно минало и унищожи паметниците на старобългарската книжнина, да принуди своето българско паство да чете и слуша за живота на своите родни светии на гръцки език и да забравя своя роден език, който според Теофилакт, бил варварски.